# Gary Anderson
Gary Anderson (Coleraine, 9 de março de 1951) é um projetista de carros de corrida e comentarista esportiva de automobilismo.

## Carreira na Fórmula 1
Nascido na Irlanda do Norte, Anderson mudou-se para a Inglaterra em 1972 com o sonho de se tornar um piloto de corrida, mas em vez disso encontrou trabalho como mecânico no Motor Racing Stables em Brands Hatch. Algum tempo depois, ele foi trabalhar para a Brabham, ajudando a construir seus carros de Fórmula 3. Posteriormente, ele começou a trabalhar com a equipe de Fórmula 1 da Brabham e rapidamente progrediu para se tornar seu mecânico chefe.
Em 1975, Gary e um mecânico chamado Bob Simpson, que trabalhou para a Tyrrell Racing, construíram um carro de Fórmula 3 chamado Anson SA1. Anderson deixou a Brabham no final de 1976 para se concentrar em projetar o carro de Fórmula 3 Anson SA2, para 1977. Porém, com a retirada de última hora do patrocínio deixou o projeto em grandes dificuldades e durante 1977, o carro foi retirado. Anderson voltou à Fórmula 1 como chefe mecânico da McLaren. Ele permaneceu nessa equipe por dois anos.
Em 1990, Eddie Jordan pediu a Anderson para projetar o primeiro carro da equipe Jordan Grand Prix para a temporada de Fórmula 1 de 1991. Anderson permaneceria na Jordan, apesar das ofertas da McLaren e da Ferrari, até o meio da temporada de 1998, quando foi substituído por Mike Gascoyne.
Depois de sua partida da equipe Jordan, Anderson se juntou à equipe Stewart Grand Prix, projetando o Stewart SF-3 para a temporada de Fórmula 1 de 1999. Esta seria a temporada mais bem sucedida da Stewart, alcançando quatro pódios, incluindo uma vitória no Grande Prêmio da Europa de 1999. A equipe garantiu o quarto lugar no Campeonato de Construtores para aquela temporada. Depois da Ford comprar a equipe Stewart e rebatizá-la de Jaguar Racing para competir a temporada de 2000, Anderson permaneceu para projetar seu carro de Fórmula 1. Porém, o Jaguar R1 marcou apenas dois pontos na temporada de 2000, terminando na nona posição no Campeonato de Construtores. Anderson foi substituído então na Jaguar.
Anderson voltou para a equipe Jordan Grand Prix em 2002. Ele coprojetou o Jordan EJ12 (com Eghbal Hamidy), que conseguiu cinco pontos, terminando a temporada em sexto no Campeonato de Construtores. A Jordan perdeu o apoio dos motores da Honda em 2003, e o EJ13 de Anderson, agora movido a motores Cosworth, terminou em nono no Campeonato de Construtores em 2003, mas venceu uma corrida (o Grande Prêmio do Brasil de 2003). Desde que deixou a Jordan em 2003, Anderson trabalhou para várias emissoras de TV como analista técnico e comentarista.